# Bellefonte (Pennsilvània)
Bellefonte és una població dels Estats Units a l'estat de Pennsilvània. Segons el cens del 2000 tenia 6.395 habitants.

## Demografia
Segons el cens del 2000, Bellefonte tenia 6.395 habitants, 2.796 habitatges, i 1.602 famílies. La densitat de població era de 1.356,7 habitants per quilòmetre quadrat.
Dels 2.796 habitatges en un 25,8% hi vivien nens de menys de 18 anys, en un 42,9% hi vivien parelles casades, en un 10,9% dones solteres, i en un 42,7% no eren unitats familiars. En el 35,7% dels habitatges hi vivien persones soles el 12,8% de les quals corresponia a persones de 65 anys o més que vivien soles. El nombre mitjà de persones vivint en cada habitatge era de 2,17 i el nombre mitjà de persones que vivien en cada família era de 2,84.
Per edats la població es repartia de la següent manera: un 21,1% tenia menys de 18 anys, un 9,5% entre 18 i 24, un 30,9% entre 25 i 44, un 20,4% de 45 a 60 i un 18,1% 65 anys o més.
L'edat mediana era de 37 anys. Per cada 100 dones de 18 o més anys hi havia 82,9 homes.
La renda mediana per habitatge era de 33.216 $ i la renda mediana per família de 42.378 $. Els homes tenien una renda mediana de 31.221 $ mentre que les dones 23.442 $. La renda per capita de la població era de 18.659 $. Entorn del 8,6% de les famílies i el 13,5% de la població estaven per davall del llindar de pobresa.

## Poblacions més properes
El següent diagrama mostra les poblacions més properes.